# أكمية طرقاء
أكمية طرقاء (الاسم العلمي:Aechmea recurvata) هي نوع من النباتات تتبع جنس الأكمية من الفصيلة البروميلية.